# Ida Mayer
Ida Mayer (ur. w 1993) – niemiecka lekkoatletka specjalizująca się w biegach sprinterskich.
Podczas mistrzostw świata juniorów w 2012 zajęła ósme miejsce w finałowym biegu na 100 metrów oraz wraz z koleżankami z reprezentacji zdobyła srebrny medal w biegu rozstawnym 4 x 100 metrów. 
Rekordy życiowe: bieg na 100 metrów – 11,47 (11 lipca 2012, Barcelona).